# Cháo

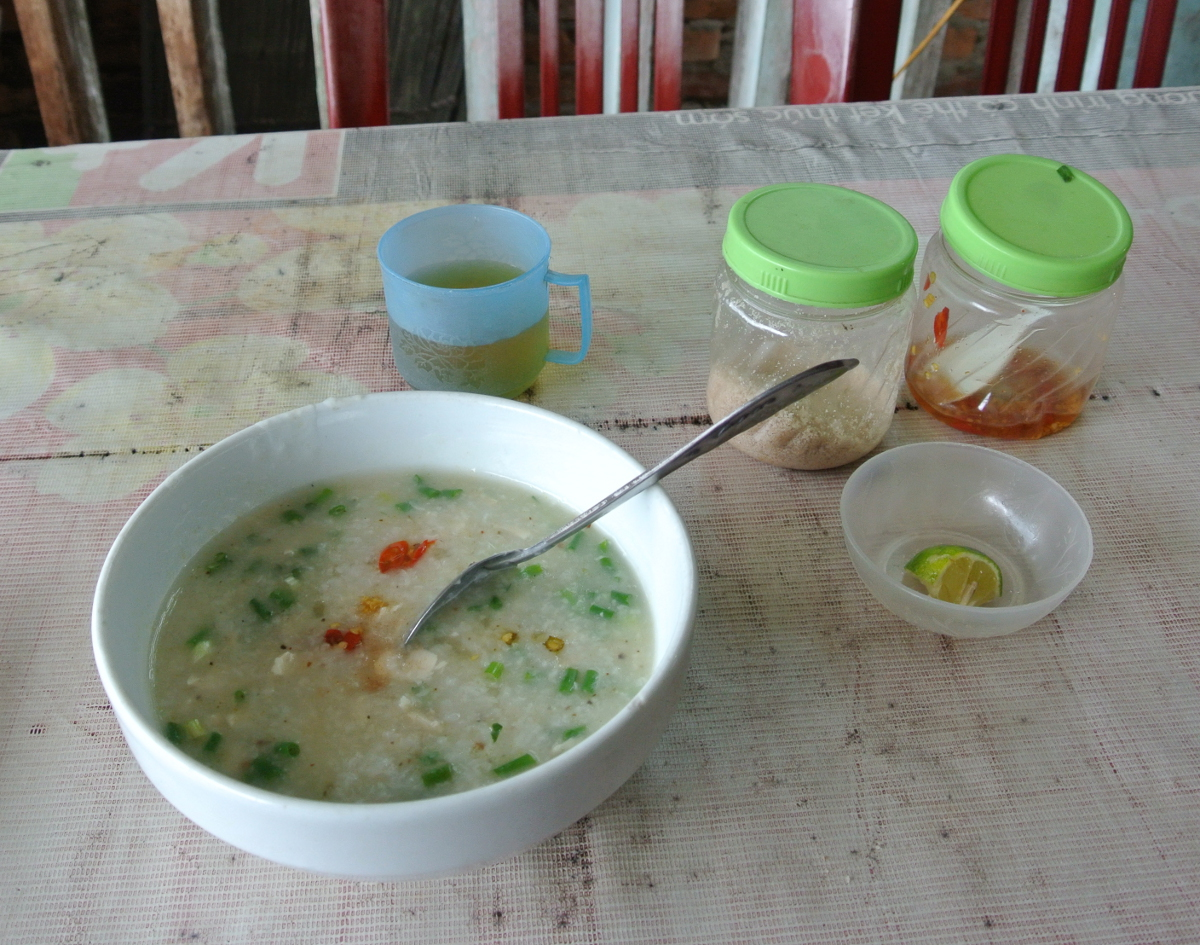
Một món cháo kiểu Việt Nam ở Hà Tĩnh

Cháo là một món ăn chủ yếu dùng gạo và nước khi nấu của nhiều dân tộc tại Đông Á và Đông Nam Á. Đối với người Việt cháo là một trong hai món ăn thường ngày nhất: cơm và cháo. Tại Trung Quốc cháo được gọi là 粥 (tiếng Phổ thông phát âm là "zhōu", tiếng Quảng Đông đọc "zuk"; âm Hán Việt là "chúc"); tại Nhật Bản cháo được viết dùng chung chữ 粥 nhưng phát âm là "kayu". Trong khi đó, Thái Lan gọi cháo là joke, Malaysia có tên bubur cho cháo, Campuchia dùng từ babar và Philippines dùng từ lugaw. Phiên bản tiếng Anh dành cho cháo là congee. Trong một số trường hợp món cháo được dịch sang tiếng Anh là porridge, có nghĩa là cháo đặc, ám chỉ các loại "cháo" nói chung của phương Tây lẫn phương Đông, sử dụng nguyên liệu từ gạo đến bột mì, yến mạch, sữa,...

## Cách chế biến
Có nhiều cách thức để nấu cháo.

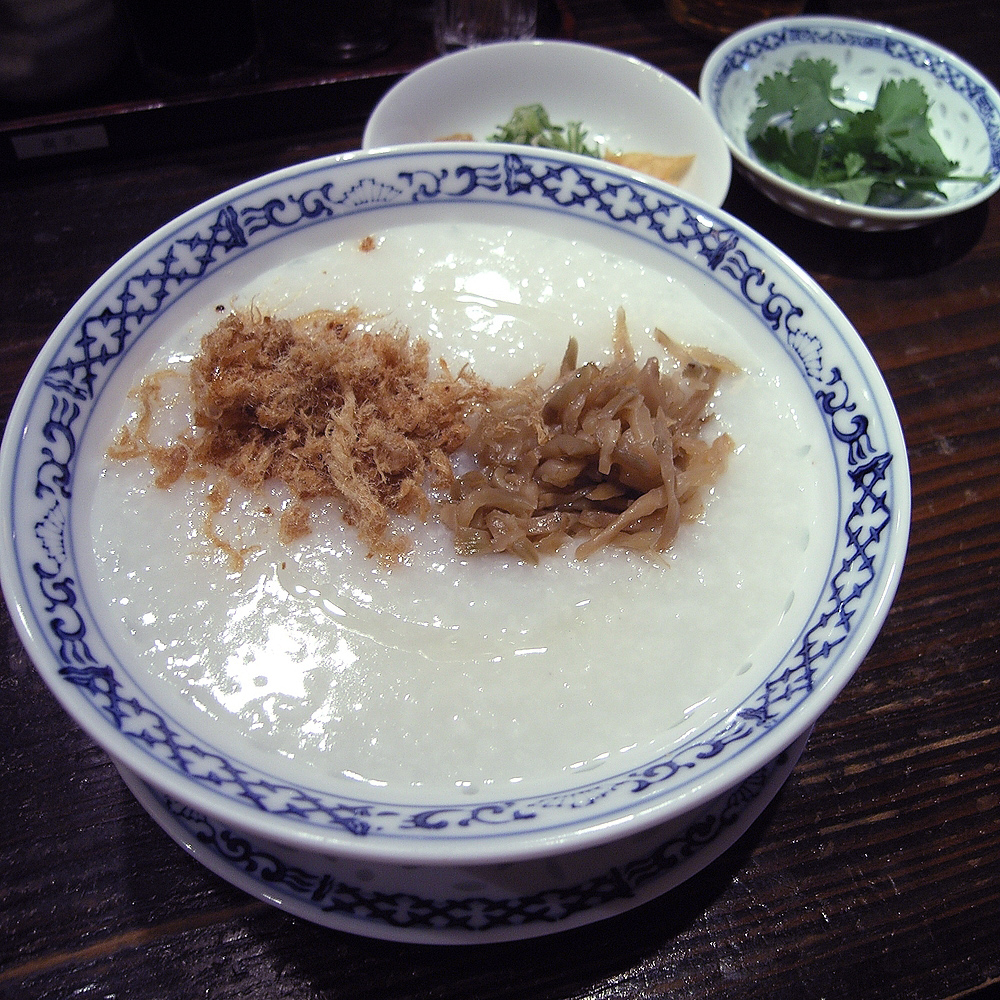
Tô cháo gồm củ cải muối khô và chà bông của Trung Quốc thường được ăn trong buổi sáng

- Nguyên liệu chính để nấu cháo là gạo và nước.
- Để được thành cháo thường thì thể tích nước phải hơn gấp ba lần thể tích gạo và một cái nồi chỉ dành cho việc nấu cháo. Bắt đầu nấu thì cần ngọn lửa mạnh để hột gạo được nhào lộn trong nước sôi và nở bung ra, rồi giảm dần độ nóng để nấu cho đến khi hột gạo được chín nhừ, nấu càng lâu thì cháo càng đặc. Chỉ nấu cho đến khi hột gạo nở bung và chín trong nước thì gọi là cháo hoa để ăn với đường thẻ. Đôi khi người ta còn rang gạo trước khi nấu thì gọi là cháo khê để ăn với gỏi thịt gà. Dùng cơm nguội để nấu thì gọi là cháo tù thì lượng nước cần thiết sẽ ít hơn, loại cháo này thường được ăn chung với thịt kho hoặc cá kho là một loại thức ăn được lưu giữ trong vài ngày.
- Ngoài cháo trắng ra, còn có cháo nấu chung với rất nhiều các loại nguyên liệu khác như các loại rau, củ, quả, các loại thịt và thủy hải sản, cùng các gia vị như tỏi, gừng, hành lá hoặc hành củ, v.v. Tùy theo cách nấu và các loại nguyên liệu mà người ta có thể nấu hàng trăm loại cháo khác nhau, ở mỗi vùng của Việt Nam thường có một loại cháo rất ngon riêng của mình được nấu bằng đặc sản của địa phương.
- Cháo (các loại) thường được ăn chung với dầu cháo quẩy.

## Một số loại cháo thông dụng
- Cháo thịt lợn (heo)
- Cháo hoa, cháo trắng
- Cháo đậu xanh

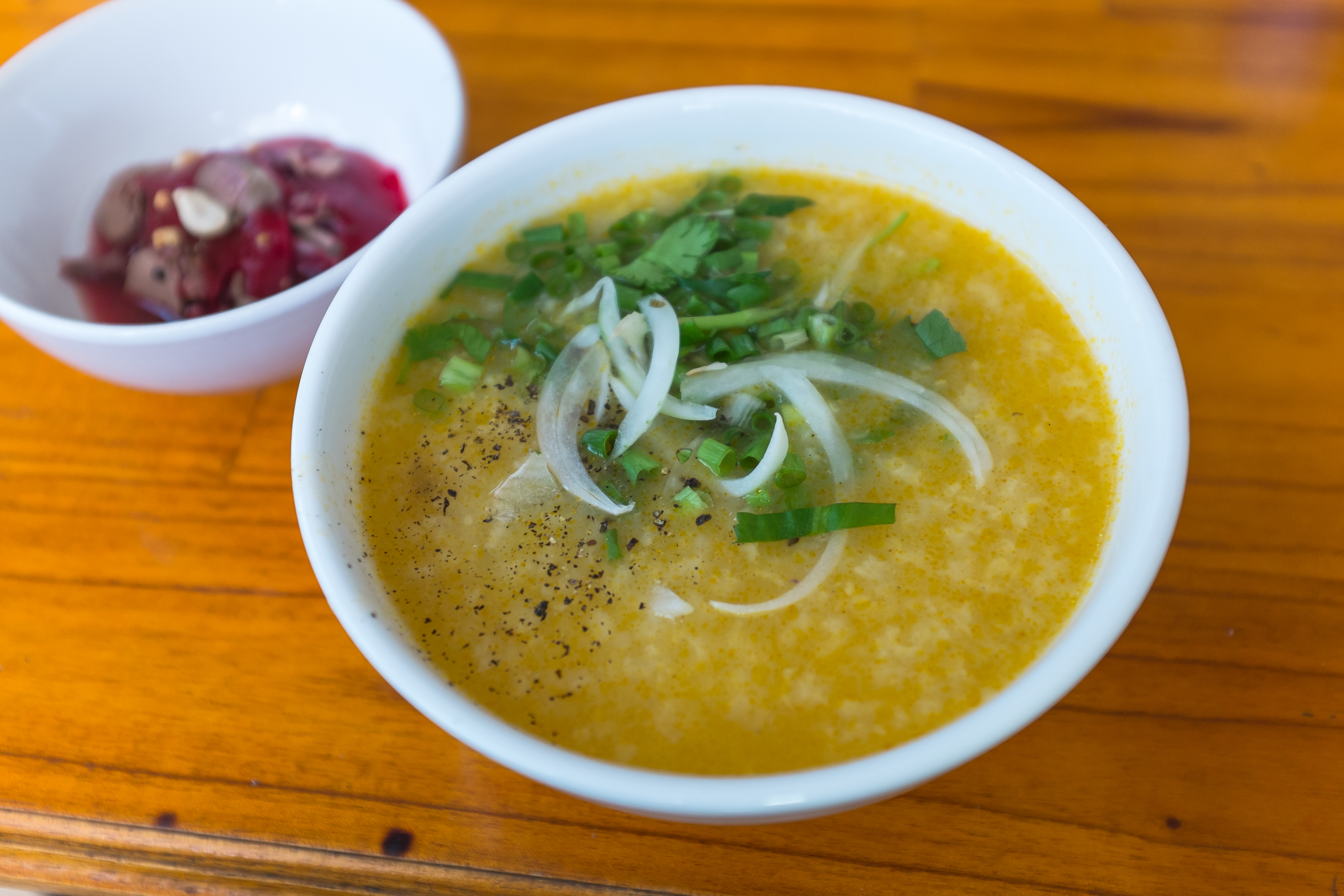
Cháo tiết vịt ở Đà Nẵng

- Cháo lòng là cháo được chế biến với lòng heo, dồi heo và các gia vị khác tuỳ theo địa phương
- Cháo huyết
- Cháo gà
- Cháo vịt
- Cháo giải cảm
- Cháo Hồng Kông
- Cháo cá
- Cháo quẩy: cháo ăn kèm với quẩy
- Cháo ốc thập cẩm
- Cháo sen
- Cháo ngũ cốc

## Ý nghĩa
Cháo có ý nghĩa phong phú trong cuộc sống của người Việt dùng làm thức ăn cho người bệnh, người già, trẻ em hay đơn giản là một món quà ăn. Cháo còn đi vào đời sống tinh thần của người Việt, trong tiếng Việt có rất nhiều thành ngữ liên quan đến từ cháo như: "ăn cháo đá bát", "ăn một bát cháo chạy ba quãng đồng", "nên cơm cháo", "nấu cháo điện thoại", "quần nước cháo, áo nước dưa", v.v.

## Cháo tại các quốc gia
Cháo thường rất phổ biến tại nhiều quốc gia chấu Á như Trung Quốc, Thái Lan, Việt Nam, Bangladesh, Ấn Độ, Nhật, Hàn Quốc,... và vài quốc gia phương Tây như Bồ Đào Nha,...

## Hình ảnh

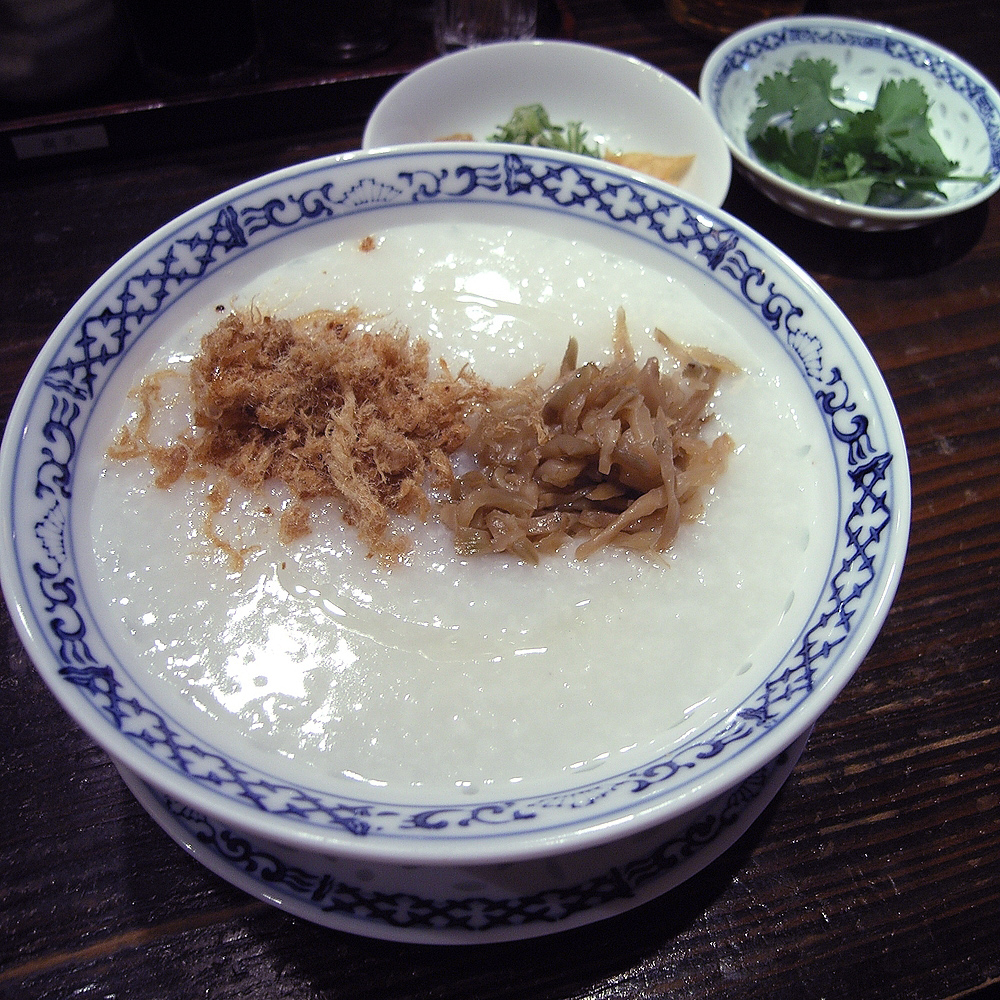
Cháo trắng Trung Quốc với ruốc và cải muối
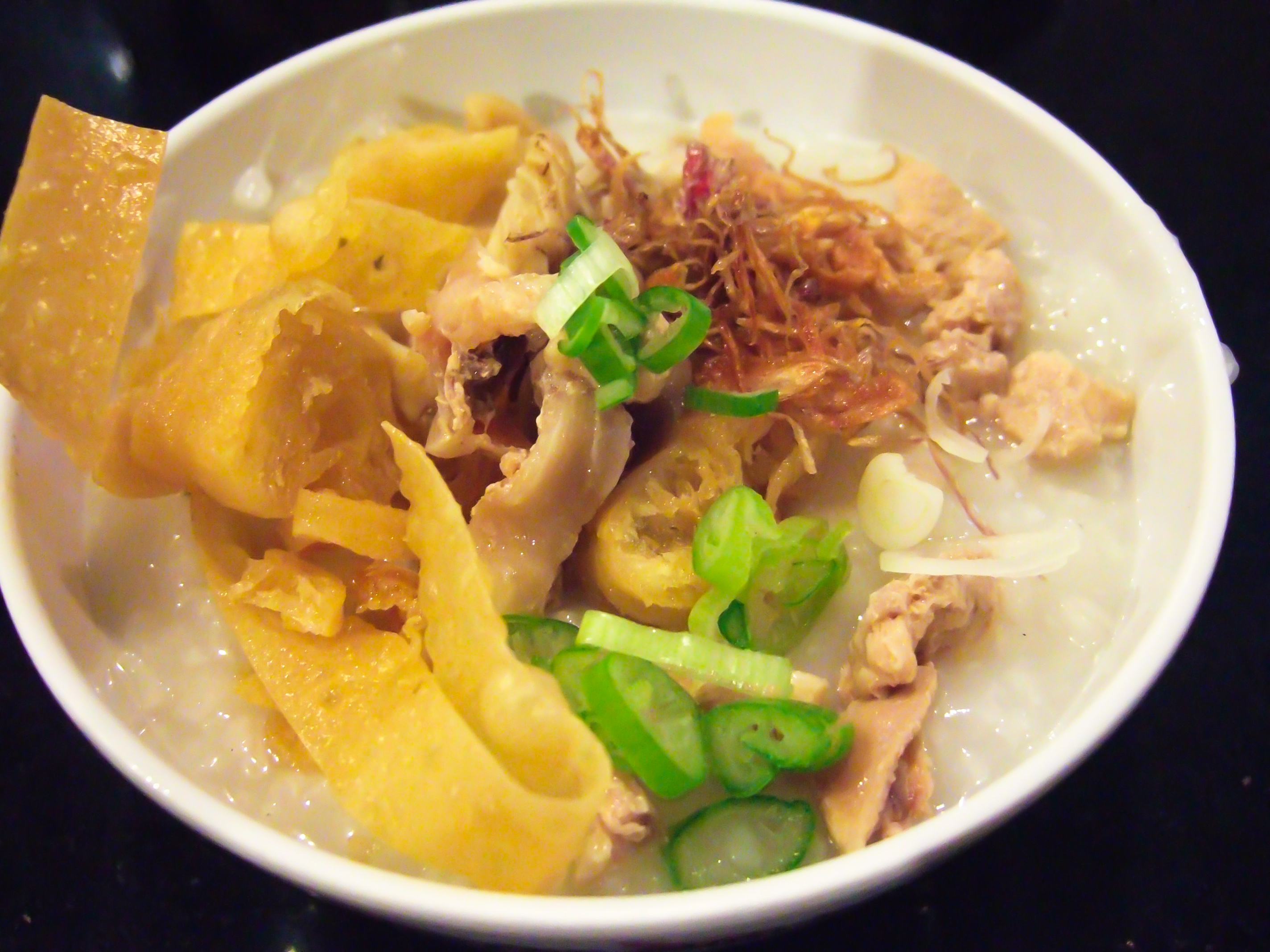
Cháo Indonesia (Bubur ayam) với thịt gà
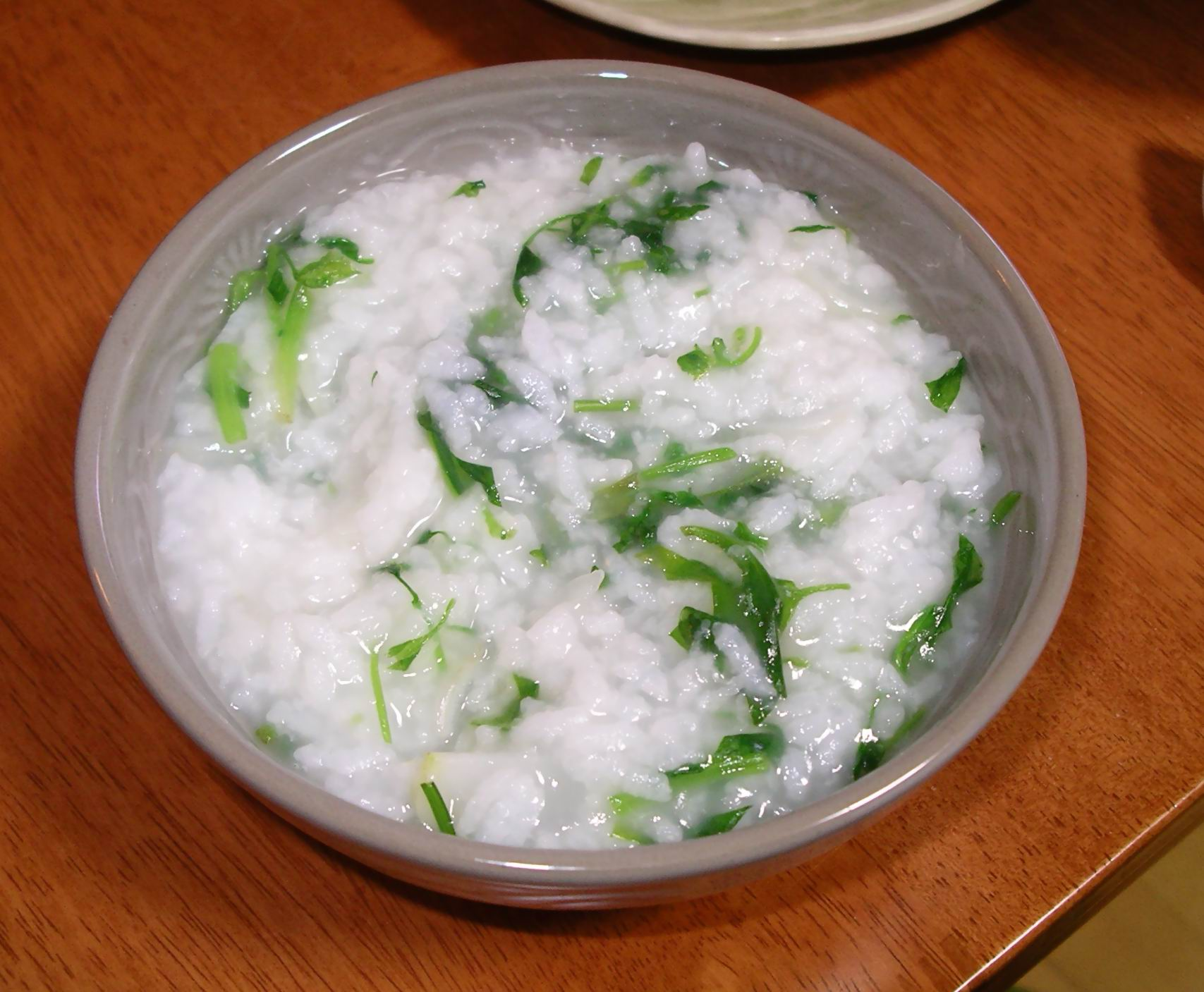
Cháo Nhật, Nanakusa-gayu (七草粥)
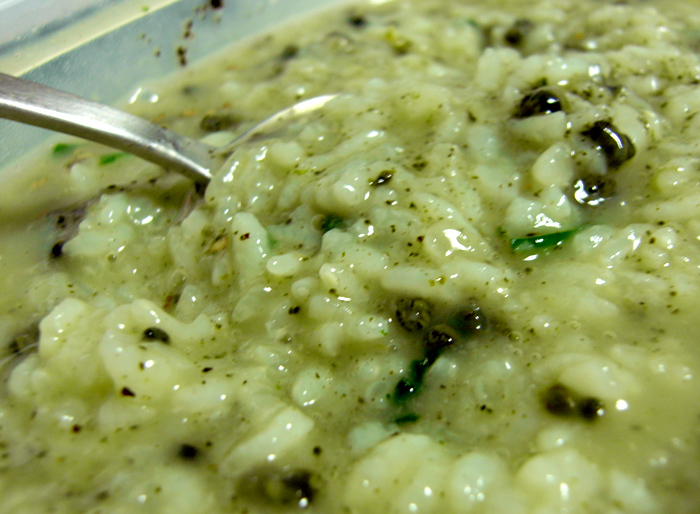
Một loại cháo Hàn Quốc, Juk
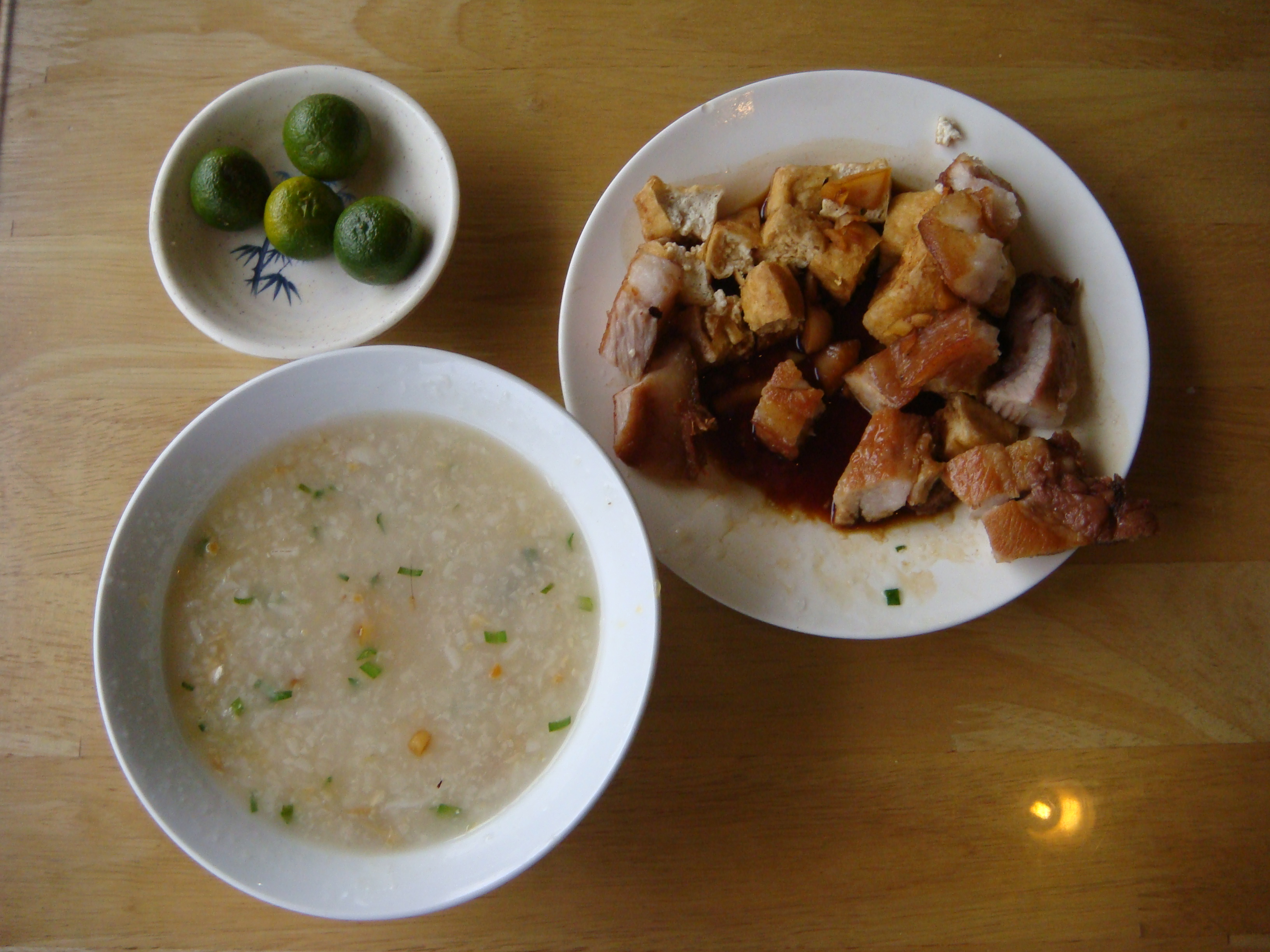
Cháo thịt heo thập cẩm vùng Bulacan, Philippine
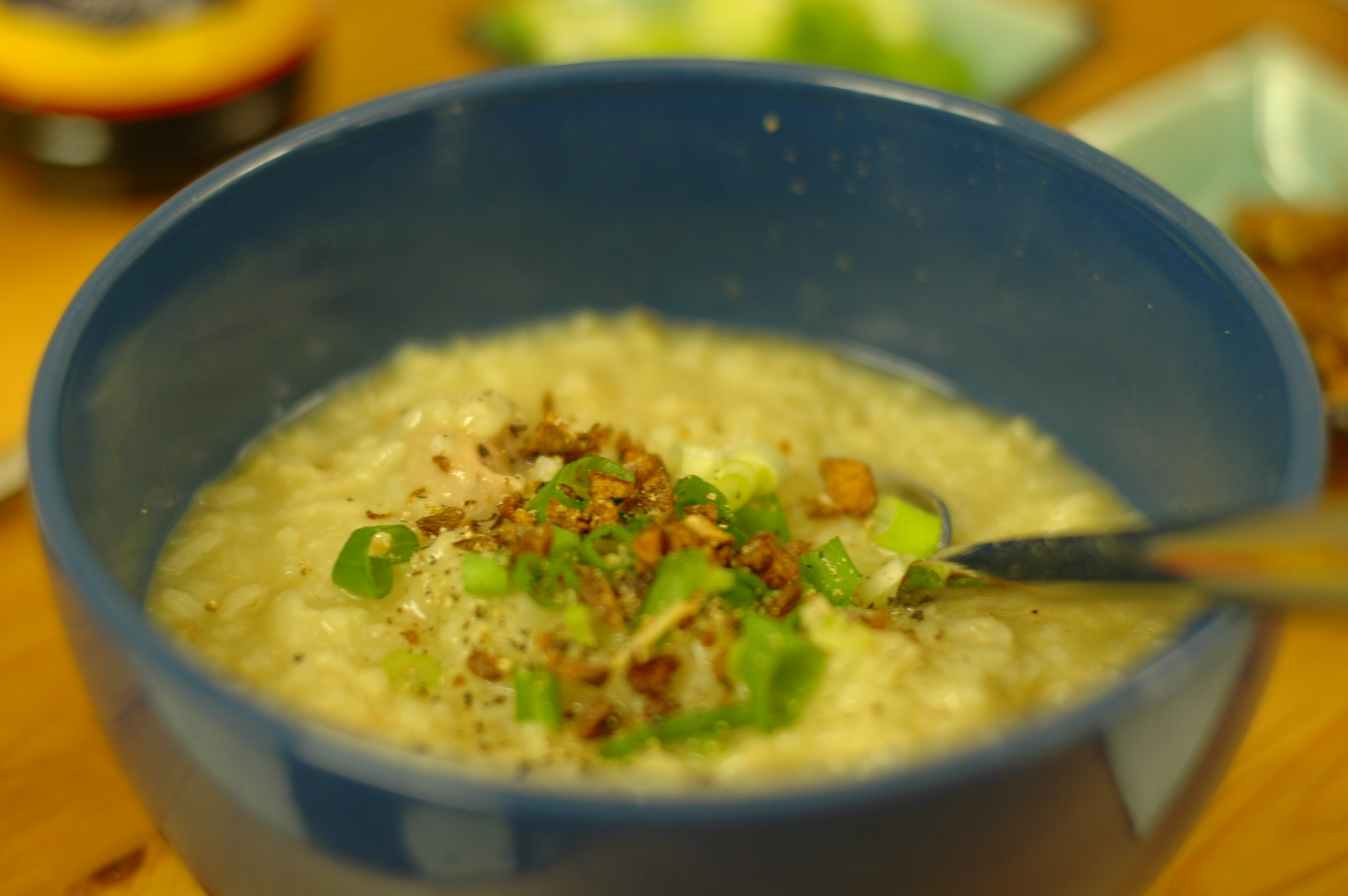
Cháo Arroz caldo tại Philippine
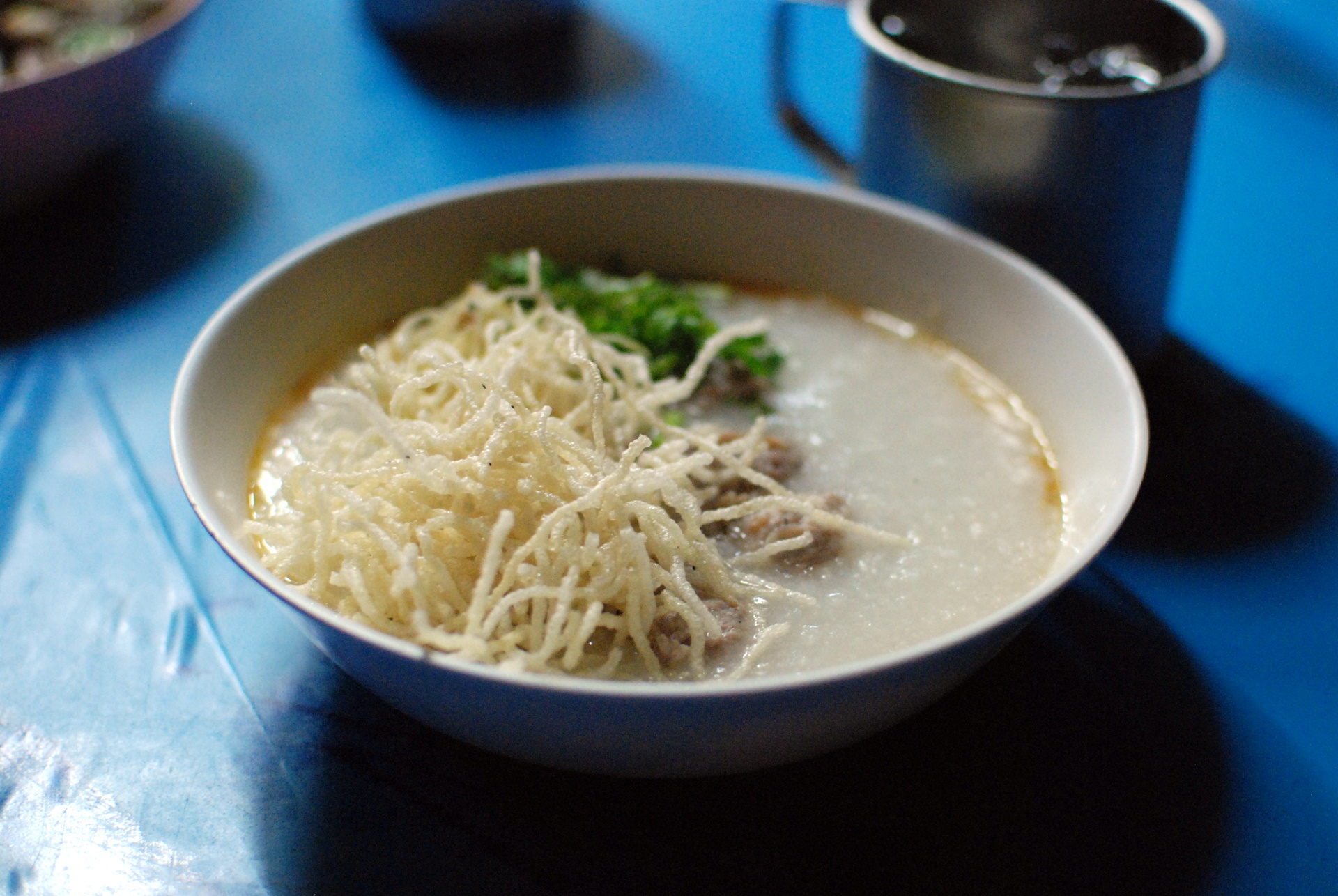
Cháo Thái Lan với thịt heo, Chok mu sap
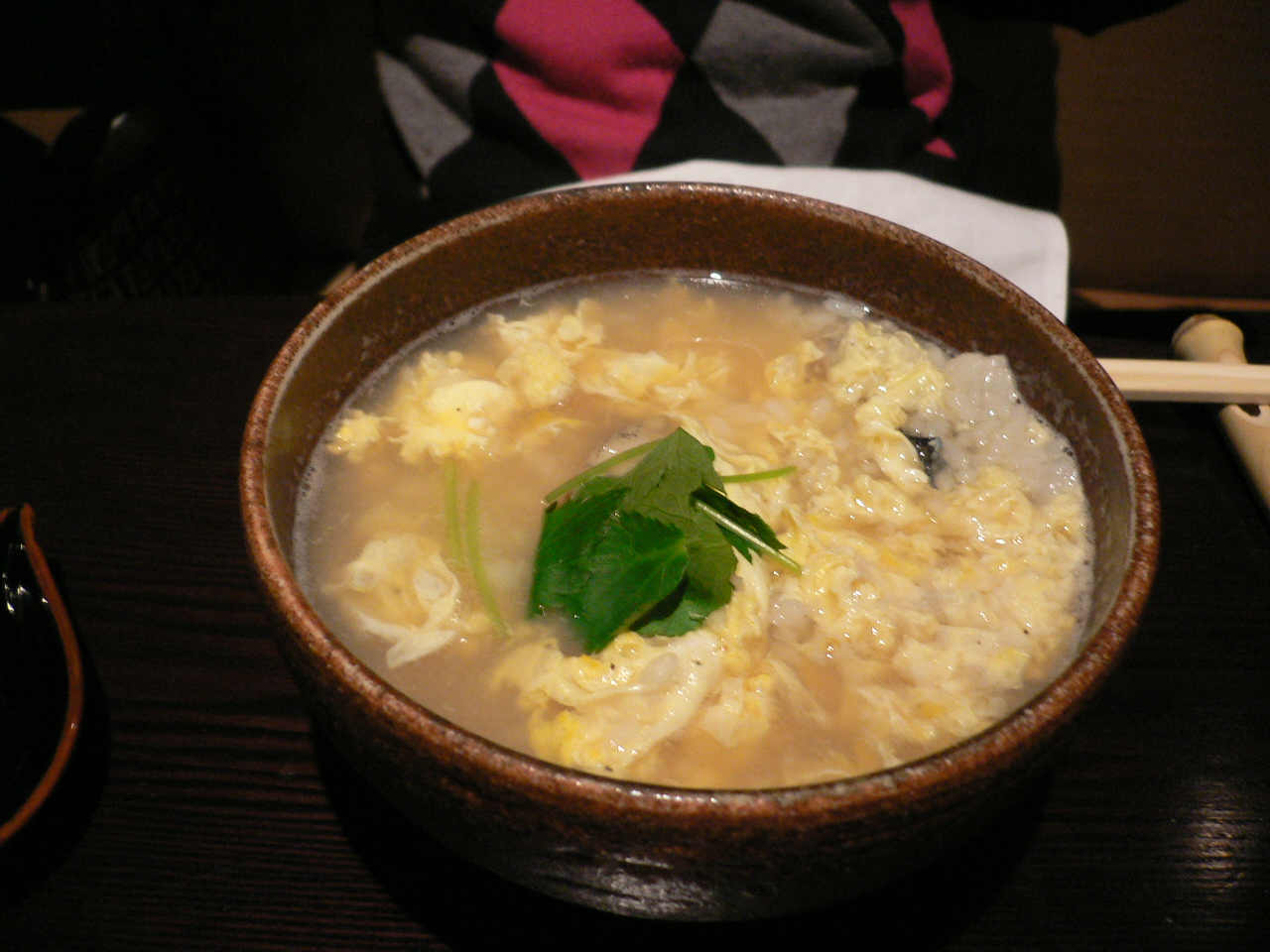
Cháo sò kiểu Nhật
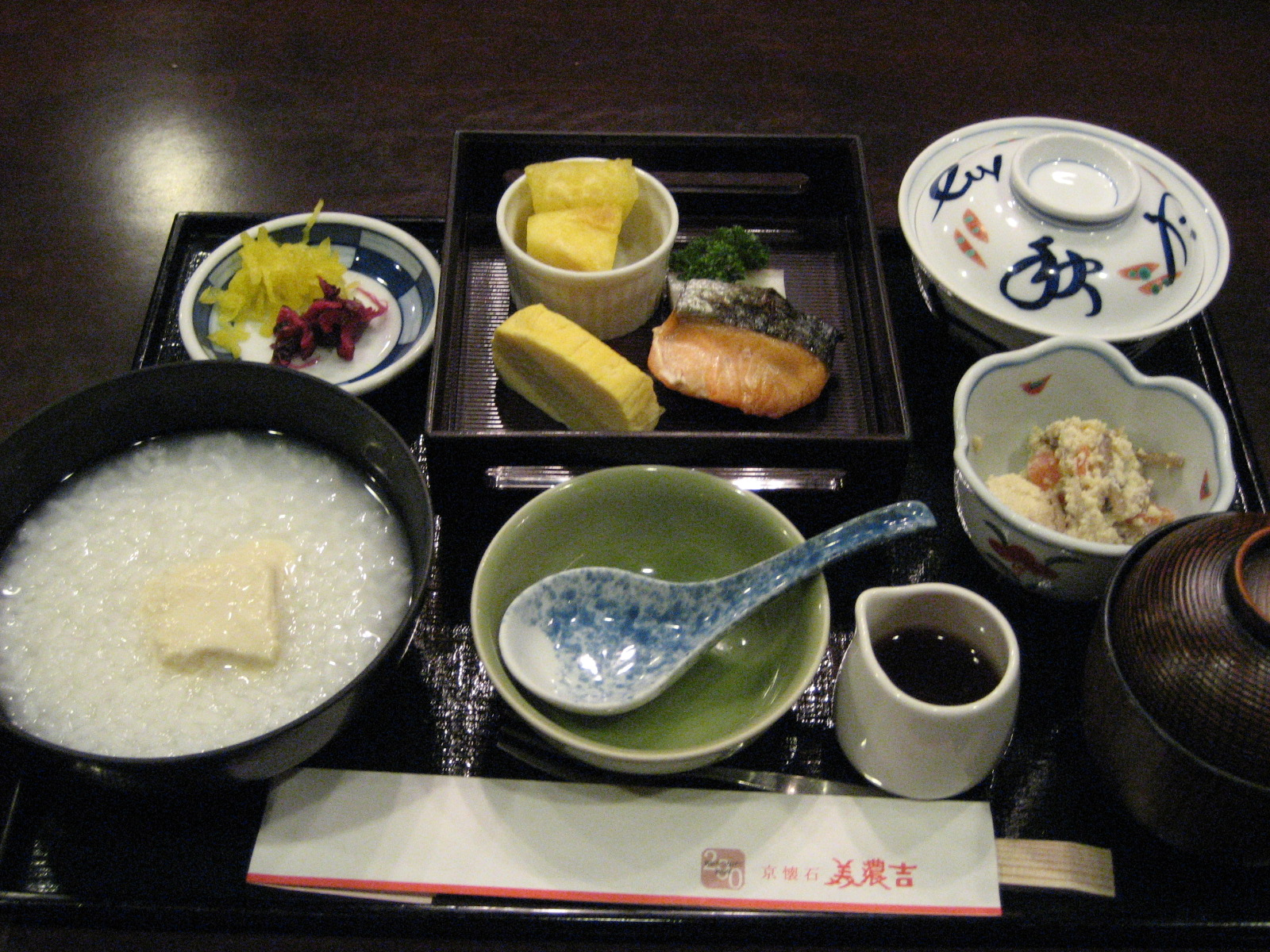
Bữa ăn sáng bằng cháo tại Nhật
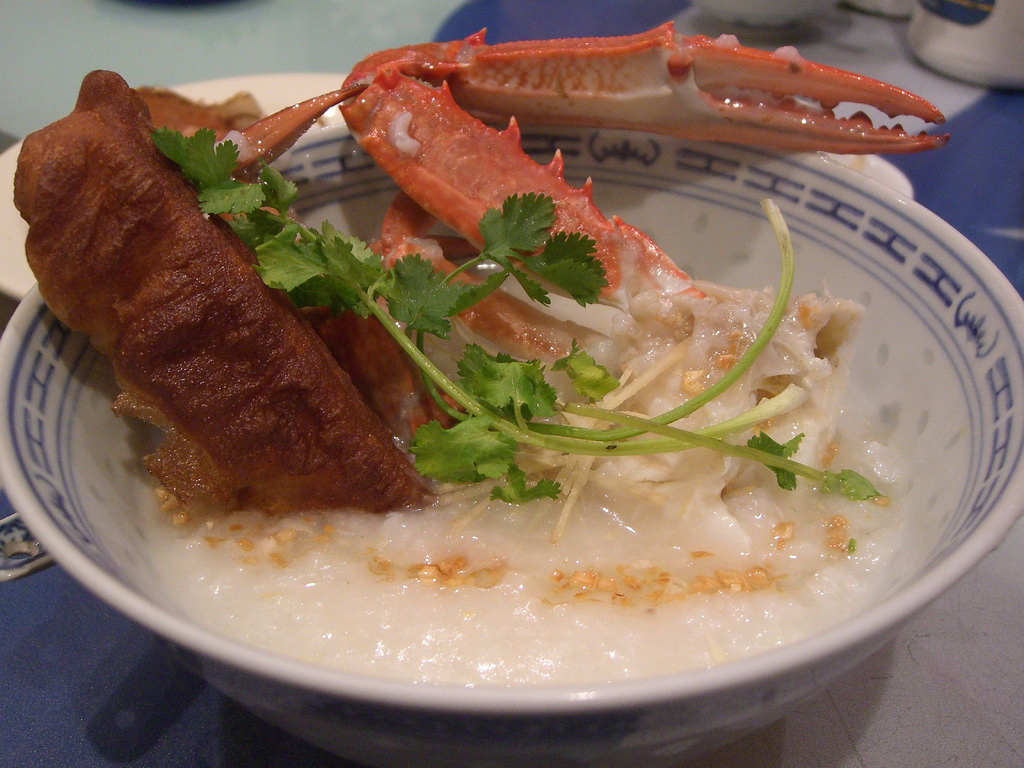
Cháo ghẹ xanh (ăn kèm quẩy)
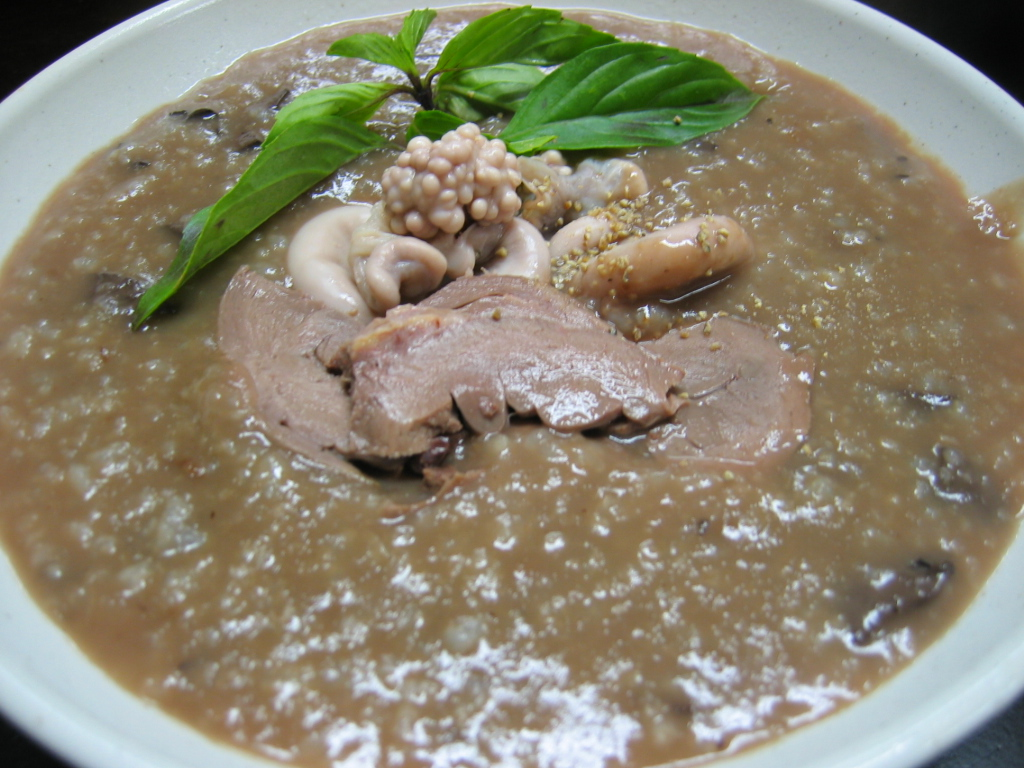
Cháo lòng
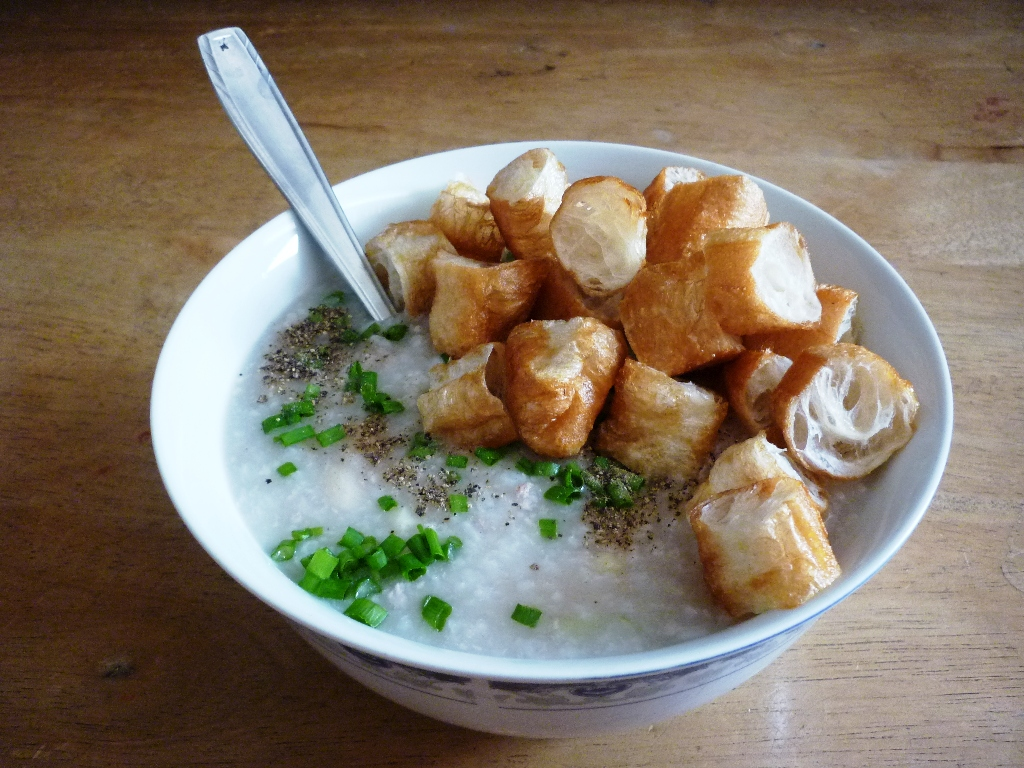
Cháo với quẩy và củ quả